# جي. ويستون ألين
جي. ويستون ألين هو محامي وسياسي أمريكي، ولد في 19 أبريل 1872 في Newton Highlands, Massachusetts ‏ في الولايات المتحدة، وتوفي في 1942 في ويفرلي (نيويورك) في الولايات المتحدة. نشط حزبياً في الحزب الجمهوري. وقد انتخب عضو مجلس نواب ماساتشوستس ‏.